# Oberhausen (Neuburg-Schrobenhausen)
Pour les articles homonymes, voir Oberhausen.
Oberhausen est une commune de la Bavière, en Allemagne, dans l'arrondissement de Neuburg-Schrobenhausen. Il se situe sur le bord du Danube, à environ cinq kilomètres à l'ouest de Neubourg-sur-le-Danube.
La commune abrite sur une parcelle dont la France est propriétaire une stèle en hommage à Théophile-Malo de La Tour d'Auvergne-Corret.